# 아미노로직스
아미노로직스(Aminologics)는 대한민국의 기업이다. 본사는 서울특별시 강남구 역삼로 151 삼오빌딩 3층에 위치해 있다. 대표이사는 오성석이다.

 

## 역사
2014년에 삼오제약의 경영권을 인수하였으며 2004년에는 코스닥 시장에 상장하였다.

## 참고 문헌
1. ↑  아미노로직스 - 디지털강남문화대전
2. ↑  아미노로직스, 아미노산 사업 성장으로 주가 상승 반전?
3. ↑  아미노로직스, 펩타이드 핵심 원료 수출 호조
4. ↑  한국IR협의회 기술분석보고서-아미노로직스